# Lepidodexia angustiventris
Lepidodexia angustiventris är en tvåvingeart som först beskrevs av Charles Howard Curran och Walley 1934.  Lepidodexia angustiventris ingår i släktet Lepidodexia och familjen köttflugor.
Artens utbredningsområde är Guyana. Inga underarter finns listade i Catalogue of Life.